# Вілія (Каунас)
Футбольний клуб «Вілія» Каунас, також відомий як Келінінкас (лит. Futbolo klubas Kauno Vilija) — колишній литовський футбольний клуб з Каунаса, що існував у 1971—1991 роках.

## Досягнення
- А-ліга/Чемпіонат Литовської РСР
  - Срібний призер (3): 1977, 1979, 1981
- Кубок Литви
  - Володар (4): 1976, 1978, 1979, 1980
  - Фіналіст (3): 1974, 1977, 1988.